# Explorer 33
Explorer 33 ou AIM-D ou AIMP-1 (Anchored Interplanetary Monitoring-D) est une sonde spatiale lancée en 1966 par la NASA pour l'étude des particules interstellaires chargées, des champs magnétiques et du rayonnement X produit par le Soleil. Explorer 33 devait être le premier engin spatial américain à se placer en orbite autour de la Lune mais le lanceur ayant impulsé une trop grande vitesse à la sonde spatiale, la sonde fut placée sur une orbite terrestre très excentrique passant à l'extérieur de la Lune. Bien que n'ayant pas rempli son premier objectif, Explorer 11 a retourné des informations de valeur sur le milieu interplanétaire. La sonde spatiale fait partie du programme de satellites scientifiques Explorer.

## Contexte et objectifs
Le Centre de vol spatial Goddard de l'agence spatiale civile américaine (NASA) développe et lance au cours de la période 1963-1965 trois petits satellites stabilisés par rotation destinés à étudier l'environnement spatial de la Terre à des distances atteintes à l'apogée d'orbites hautes (plusieurs dizaines de milliers de kilomètres). Explorer 18, 21 et 28 représentent la phase initiale du programme IMP (Interplanetary Monitoring Platform). Ils permettent d'établir de manière définitive les principales caractéristiques du milieu interplanétaire, les interactions entre le vent solaire et le champ magnétique terrestre et la structure de la queue de la magnétosphère terrestre. L'étape suivante du programme IMP est l'étude de l'environnement spatial de la Lune. Explorer 33 lancé dans cet objectif le 1er juillet 1966 ne parvient pas à se placer en orbite autour de la Lune mais circule sur une orbite terrestre haute qui lui permet malgré tout de collecter des résultats scientifiques de valeur. Les objectifs de sa mission ont été modifiés au profit d'une étude de l'environnement spatial depuis une orbite extrêmement haute. Ses objectifs sont repris par la mission Explorer 35.

## Le satellite
Explorer 33 est un octogone coiffé par la rétrofusée dont la tuyère est à l'opposé du point d'attache du satellite sur le 3e étage du lanceur. La masse totale est de 93,4 kg. Quatre panneaux solaires comportant en tout 7 680 cellules solaires sur leurs deux faces sont rattachés au corps du satellite en faisant un angle de 90° entre leurs axes. Ils fournissent 42,8 watts dont moins de 5 W sont utilisés par les instruments et 20 watts par le système de télécommunications. L'énergie est stockée dans une batterie nickel-cadmium de 11 Ah comportant 13 cellules. Le satellite est spinné. À l'extinction du troisième étage du lanceur, la vitesse de rotation est de 150 tours par minute qui est réduite d'abord à 100 tours par minute grâce au déroulement d'un yoyo puis à 27 tours par minute (+/- 2) lorsque les panneaux solaires et les bômes des magnétomètres sont dépliés. L'orientation du satellite est déterminée à l'aide de plusieurs senseurs : un capteur de Soleil composé de deux détecteurs et un capteur Terre-Lune qui comprend trois petits télescopes de la taille d'un crayon. Le satellite comprend une rétrofusée qui devait selon les plans initiaux être utilisée pour insérer la sonde en orbite lunaire. Le moteur à propergol solide devait fournir une poussée de 400 kg durant une vingtaine de secondes.

## Instrumentation
La sonde spatiale emporte 6 instruments scientifiques :
- Le magnétomètre GSFC mesure un champ magnétique avec une résolution atteignant 0,25 nT[3] ;
- L'analyseur d'ions et d'électrons (Low-Energy Integral Spectrum Measurement Experiment) GSFC mesure le spectre en les rangeant dans 15 classes des ions et des électrons à faible énergie : 45 eV  pour les ions et  15 eV  pour les électrons[4] ;
- Le magnétomètre Ames (Ames Magnetic Fields) permet de mesurer le champ magnétique ambiant avec trois échelles possibles (20, 60 et 200 nT) et une résolution de 1 % [5] ;
- Une chambre à ions et des compteurs Geiger mesurent l'intensité du flux d'électrons et d'ions dont l'énergie est supérieure à 22 keV[6] ;
- Le détecteur d'électrons et de protons permet de mesurer l'intensité du rayonnement X et les particules chargées d'origine solaire, galactiques ou issues de la magnétosphère[7] ;
- La sonde à plasma étudie l'intensité des ions et des électrons du vent solaire[8].

Par ailleurs, certaines cellules solaires sont recouvertes de différents revêtements pour évaluer leur efficacité face à la dégradation régulière de celles-ci dans l'espace.

## Déroulement de la mission
Explorer 33 est lancé le 1er juillet 1966 depuis la base de Cape Canaveral (Floride) par une fusée Thor Delta E-1. Il est prévu que la sonde se place sur une orbite lunaire de 1 300 × 6 440 km avec une inclinaison de 175° mais le deuxième étage du lanceur impulse une vitesse trop importante à la sonde spatiale et la rétrofusée de celle-ci est dans l'incapacité de freiner suffisamment pour l'insérer en orbite lunaire. Les responsables de la mission décident dans un premier temps de ne pas mettre à feu la rétrofusée et Explorer se place sur une orbite terrestre haute très excentrique qui la fait passer derrière la Lune (15 897 × 435 330 km). Par la suite, la rétrofusée est mise à feu pour stabiliser l'orbite de la sonde spatiale qui passe à 265 680 × 480 763 km avec une inclinaison de 24.40°. Sur sa nouvelle orbite, la sonde spatiale renvoie des données sur la queue du champ magnétique terrestre, le champ magnétique interplanétaire et le rayonnement ambiant. La nouvelle orbite est fortement perturbée par les passages à proximité de la Lune et les paramètres orbitaux évoluent de manière importante tout au long de la vie opérationnelle du satellite. Le contact avec le satellite est perdu le 21 septembre 1971.